# Rafał Kosiński
Rafał Bartłomiej Kosiński (ur. 28 listopada 1975) – polski historyk starożytności, bizantynolog. 

## Życiorys
Absolwent Uniwersytetu Jagiellońskiego. Doktorat w 2003 i habilitacja w 2011 tamże. W 2024 uzyskał tytuł profesora nauk humanistycznych. Pracownik  Zakładu Historii Starożytnej Instytutu Historii Uniwersytetu w Białymstoku. 

## Zainteresowania badawcze
- monastycyzm konstantynopolitański V wieku.
- dzieje cesarstwa rzymskiego w okresie późnoantycznym i wczesnobizantyjskim.
- monofizytyzm
- nestorianizm
- źródłoznawstwo późnoantyczne.

## Wybrane publikacje
- (redakcja) Dokumenty okupacji niemieckiej, Cz. 1: Wykazy osadników niemieckich, wydał, wstępem i komentarzem opatrzył Rafał Kosiński, Kraków: Towarzystwo Wydawnicze "Historia Iagellonica" 2005.
- Agiōsynī kai echousia = Konstantynopolitańscy święci mężowie i władza w V wieku po Chr., Warszawa: Komitet Nauk o Kulturze Antycznej PAN 2006.
- (redakcja naukowa) Derwas J. Chitty, A pustynia stała się miastem... : wprowadzenie do dziejów monastycyzmu w Egipcie i Palestynie pod panowaniem chrześcijańskim, przeł. Teresa Lubowiecka, red. nauk. Tomasz Michał Gronowski, Rafał Kosiński, Kraków: Tyniec Wydawnictwo Benedyktynów 2008.
- Inwentarz rękopisów Muzeum w Żywcu,  Kraków: Towarzystwo Wydawnicze "Historia Iagellonica" 2008.
- The Emperor Zeno. Religion and politics, przeł. Marcin Fijak, Cracow: Towarzystwo Wydawnicze "Historia Iagellonica" 2010.
- (redakcja) Świat rzymski w V wieku, pod red. Rafała Kosińskiego i Kamilli Twardowskiej, Kraków: Towarzystwo Wydawnicze "Historia Iagellonica" 2010.
- (komentarz) Jennifer L. Hevelone-Harper, Uczniowie pustyni : mnisi, świeccy i prymat ducha w Gazie VI wieku, przeł. Ewa Dąbrowska,  red. nauk. Tomasz Michał Gronowski, Rafał Kosiński, Kraków: Tyniec Wydawnictwo Benedyktynów 2010.
- (komentarz) Cyryl ze Scytopolis, Żywoty mnichów palestyńskich, przeł. Ewa Dąbrowska, wstęp, komentarz, indeksy Rafał Kosiński, Kraków: Tyniec Wydawnictwo Benedyktynów 2011.
- Spór mesaliański w późnym antyku, Poznań: Instytut Historii UAM 2012.
- (redakcja) Świat rzymski w IV wieku, pod redakcją Pawła Filipczaka i Rafała Kosińskiego, Kraków: Historia Iagellonica 2015.